# Saldo obchodní bilance
Saldo obchodní bilance je rozdíl mezi exportem a importem. Sleduje se na běžném účtu.

## Dělení
Saldo je obecně rozdíl kreditních a debetních položek. Podle toho můžeme saldo obchodní bilance dělit na:
Aktivní
(export je vyšší než import), nebo
Pasivní
(import převažuje nad exportem),
kde: Import = dovoz (Im) a
Export = vývoz (Ex).

## Výpočet salda
{\displaystyle X=Ex-Im}
kde
Záporné saldo = větší dovoz
Kladné saldo = větší vývoz
Bilance služeb = Ex služeb - Im služeb
Bilance důchodů = Im důchodů - Ex důchodů (Im > Ex - kladné, Im < Ex - pasivní)
Bilance transferu = Im tr. - Ex. tr.
Bilance dl. kapitálu = Im dl. kap. - Ex dl. kap.
Bilance kr. kapitálu = Im kr. kap. - Ex kr. kap.

## Obchodní bilance v ČR

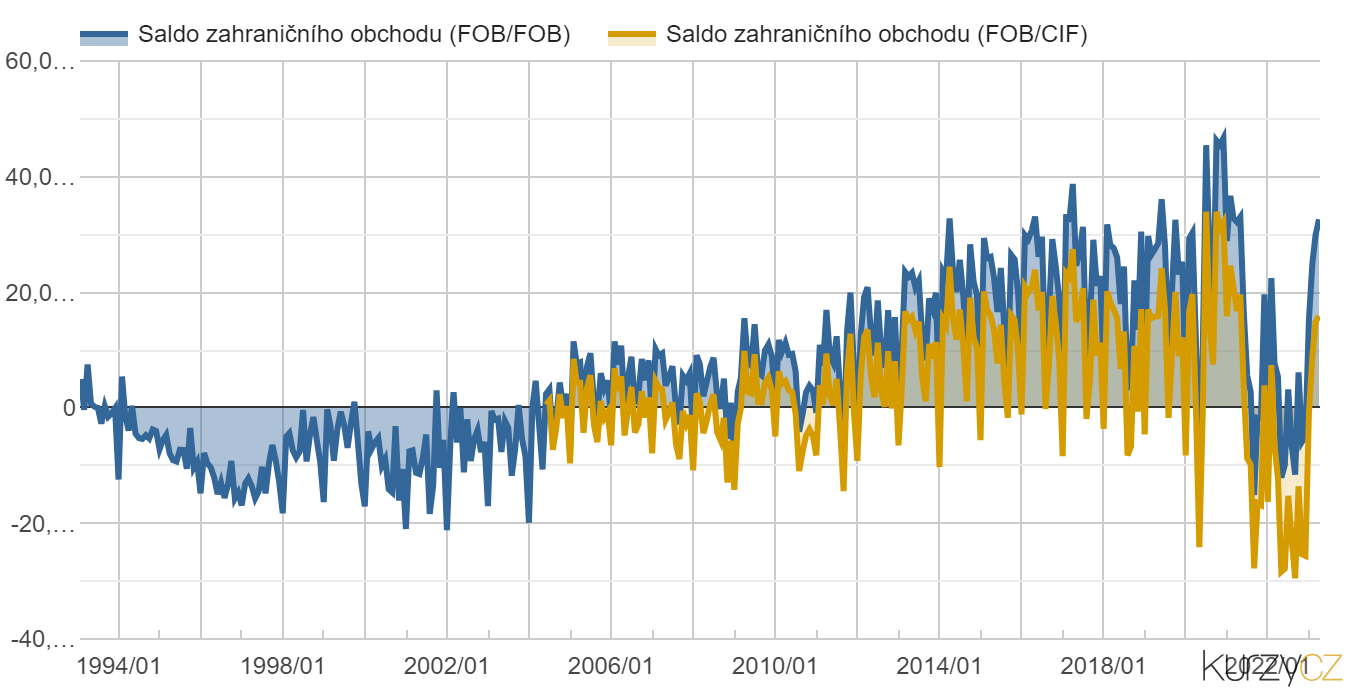
Saldo zahraničního obchodu

V ČR bylo pasivní saldo obchodní bilance (Im větší než Ex), především po roce 1993. Vliv na saldo měly následující skutečnosti:
- rozdělení Československa na ČR a SR;
- pokles hospodářské výkonnosti v důsledku transformačních kroků;
- ztráta obchodních partnerů z bývalého východního bloku (zejména republik bývalého SSSR); nutná přeorganizace na nové tarify

V roce 2000 činilo záporné saldo zhruba 60 mld. Kč. Od roku 2004 je saldo ČR aktivní, zejména díky automobilovému exportu a vstupu do EU. 
Saldo zahraničního obchodu se opět propadlo v roce 2021 díky COVIDu, v roce 2022 až k -200mld Kč. Propad způsobily vysoké ceny energií, snížení domácího exportu a uvolnění po COVIDu.